# Tracey Shepherd
Tracey Shepherd (ur. 29 czerwca 1969) – australijska lekkoatletka, specjalizująca się w skoku o tyczce.

## Osiągnięcia
- 7. miejsce podczas igrzysk wspólnoty narodów (Kuala Lumpur 1998)
- trzy srebrne medale mistrzostw Australii (1995 – 1997), w 1995 i 1997 Shepherd sięgnęła także po srebrne medale międzynarodowych mistrzostw kraju

## Rekordy życiowe
- skok o tyczce (stadion) – 4,00 (1998)
- skok o tyczce (hala) – 4,00 (1999)